# شهری معمولی
نام فارسی: شهری معمولی
اندازه:تا ۸۰ سانتیمترهم می‌رسدولی معمولاً ۲۰-۵۰سانتیمترطول دارد.
مشخصات : ارتفاع بدن بیشتر از طول سر، سقف دهان بدون دندان ریا، دندانهای آسیایی در پهلوهای فکها موجود است، باله پشتی دارای ۱۰ شعاع سخت و ۹ شعاع نرم وباله مخرجی دارای ۳ شعاع سخت و ۸ شعاع نرم وباله شکمی دارای یک شعاع سخت و ۵ شعاع نرم، خط جانبی دارای ۴۸ عدد فلس است. رنگ بدن در پشت قهوه‌ای زیتونی و پهلوها و شکم روشن تر با سایه آبی است و دو نوار آبی از چشم‌ها تا دهان کشیده شده‌است.
باله‌های دمی، پشتی و مخرجی قهوهای تا قرمز و باله شکمی قرمز رنگ می‌باشد.
زیست شناسی :درابهای ساحلی تا عمق ۵۰ متری وبطور عمدهمناطق صخره‌ای زیست می‌کند همچنین اطراف جنگل‌های حرا یافت می‌شوند، انواع جوان تر در اب‌های کم عمق تر زیست می‌کنند.تغذیه بروی صدف‌ها سخت پوستان وماهیان کوچک صورت می‌گیرد.
نام‌های مورد استفاده در جنوب ایران:کاردوز
وسایل صید: تورهای گردان، تور گوشگیر، گرگور و ترال کف، قلاب(برای صید این گونه از میگوبه عنوان طعمه استفاده می‌شود).